# Ibrahima N’Diaye
Ibrahima N’Diaye (ur. 26 lutego 1964) – senegalski piłkarz grający na pozycji obrońcy. W swojej karierze rozegrał 8 meczów w reprezentacji Senegalu.

## Kariera klubowa
W swojej karierze piłkarskiej N’Diaye grał w tunezyjskim klubie ES Sahel.

## Kariera reprezentacyjna
W reprezentacji Senegalu N’Diaye zadebiutował 16 lipca 1989 w zremisowanym 0:0 meczu kwalifikacji do Pucharu Narodów Afryki 1990 z Tunezją, rozegranym w Tunisie. W 1992 roku powołano go do kadry na Puchar Narodów Afryki 1992. Na tym turnieju zagrał w jednym spotkaniu, grupowym z Nigerią (1:2). Od 1989 do 1995 roku wystąpił w kadrze narodowej 8 razy.